# Georgette Dee

Georgette Dee im Rahmen der Diven-Gala, Sommerblut 2006

Georgette Dee ist eine deutsche Kunstfigur. Der Künstler (* 9. September 1958 in Sülze als Georg Dette) tritt als Sängerin und Schauspielerin auf.

## Leben
Der Künstler wurde 1958 als Kind einer Gärtnerin und eines Drogisten in einem Dorf in der Lüneburger Heide geboren. Später begann er in Hamburg eine Ausbildung zum Krankenpfleger. Durch Kontakte zur Hamburger Kleinkunstszene lernte er Ernie Reinhardt alias Lilo Wanders und Gunter Schmidt vom Duo Herrchens Frauchen kennen und unternahm erste künstlerische Gehversuche.
Im Jahr 1981 ging er nach London und lernte dort den Pianisten Terry Truck kennen, mit dem er seitdem zusammenarbeitet. Es folgten mehrere gemeinsame Programme. 1989 gaben Dee und Truck ein Gastspiel in der DDR. 1992 wurden beide einem größeren Publikum bekannt, als sie zum ersten Mal aus der Kleinkunstszene heraus ein Gastspiel im Berliner Schillertheater gaben. Es folgten Auftritte am Wiener Burgtheater, im Pariser Odeon, in den Münchner Kammerspielen und in der Deutschen Oper Berlin sowie im europäischen Ausland.
Dee und Truck gründeten 1993 das Plattenlabel Vielliebrekords, bei dem Künstler wie Cora Frost, Popette Betancor und Ingrid Caven unter Vertrag stehen. Im selben Jahr erhielten sie den Deutschen Kleinkunstpreis in der Kategorie Chanson/Musik/Lied und den Kritikerpreis der Berliner Zeitung. Seit 1996 leitet Georgette Dee Workshops im Fach Liedgut an der Otto-Falckenberg-Schule in München. 2001 trennten sich Georgette Dee und Terry Truck aus künstlerischen Gründen. Georgette Dee trat seitdem mit wechselnder musikalischer Begleitung auf. Im August 2006 traten Dee und Truck mit einem Brecht-Programm im Berliner Ensemble erstmals wieder gemeinsam auf.
Die Zeit bezeichnete Dee als „Deutschlands größte lebende Diseuse“. Georgette Dee war von 1994 bis 2013 eine eingetragene Wortmarke. Sie lebt in Berlin.
In seiner alljährlichen Gedenkstunde erinnerte der Deutsche Bundestag am 27. Januar 2023 an die Opfer des Nationalsozialismus. Musikalisch begleiteten Georgette Dee und der Pianist Tobias Bartholmeß die Gedenkstunde.

## Soziales Engagement
Georgette Dee unterstützt 2011 ehrenamtlich als Sängerin das Projekt „Deutsche Winterreise“ des Autors Stefan Weiller. In ihm wird seit 2009 städtebezogen in Zusammenarbeit mit Einrichtungen wie beispielsweise dem Diakonischen Werk bei Benefizveranstaltungen in einem Lieder- und Textzyklus insbesondere auf die Situation von Obdachlosen aufmerksam gemacht.

## Bühnenprogramme
- 1981: Black Butterfly!
- 1982: Inkognito
- 1982: In 24 Stunden dreht sich die Welt
- 1983: Geburtstagslieder fürs Hexenkind
- 1984: Nachts – Lieder zur Zigarette
- 1984: Maskenlos
- 1985: Chanson total
- 1986: Zuckerbrot und Peitsche
- 1988: Gib mir LiebesLied
- 1988: Sag „Bitte“ und ich sing (mit Corny Littmann, Ernie Reinhardt u. a.)
- 1989: Die Narkotikerin
- 1989: Glück allein
- 1992: Herzblattschießen – Tödliche Nächte
- 1993: Einfach so? Genau!
- 1994: Frühwind
- 1995: Für immer
- 1996: Schon schön
- 1996: Engel auf Abwegen
- 1998: Helden
- 1998: Na also! Goodbye: Brecht live
- 1998: Lichterloh
- 1998: Diva gut (mit Cora Frost, Popette Betancor und Mouron)
- 1999: Evergreen – die Roten Lieder
- 1999: Kupfermond
- 2000: Drachenland
- 2002: Stubbe – Von Fall zu Fall: Das vierte Gebot
- 2015: vom fliegenden Teppich – Wolkenlieder & Reisegeschichten
- 2016: Ach Du – mein Ach: Oden an die Melancholie

## Soloprogramme
- 2002: Just Lovesongs
- 2004: Voice & Bass
- 2004: Matrosen, Meer und Mond
- 2004: Zu jeder Zeit – Ankommen
- 2005: Neben mir: Ich – Wie nett!
- 2006: Dee-vine Moments
- 2008: Dee Magic Music
- 2009: Wo meine Sonne scheint
- 2010: Lieben Sie Brahms…?
- 2011: Schöne Lieder
- 2012: Georgette singt Brecht
- 2013: Der Seemann und der Prinz
- 2023: Die hysterische Ziege

## Theater
- 1983: Die Dreigroschenoper, Theater Oberhausen
- 1983: Der Prozess des Pier Paolo Pasolini, Theater am Turm Frankfurt am Main
- 1985: Der Gesang der Salome
- 1987: Operette, Hebbel-Theater Berlin
- 1989: Amok – oder mich
- 1997: Kugeln überm Broadway, Stadttheater Konstanz und Theater am Kurfürstendamm Berlin
- 2001: Viktor: oder Kinder an die Macht, Schauspielhaus Hannover
- 2007: Thoas, in: Iphigenie auf Tauris, Goethe, Schauspiel Frankfurt
- 2008: Marlene, Nationaltheater Mannheim
- 2009: Shakespeares Sonette, Berliner Ensemble
- 2010: Die Geschichte Lilith, Theater Regensburg
- 2015–2016: Helena – Plädoyer für eine Schlampe, Renaissance-Theater (Berlin), Stadttheater Amberg[9]
- 2025: Die Märchen des Oscar Wilde im Zuchthaus zu Reading, Schauspielhaus Düsseldorf

## Filmografie
- 1984: Verführung: Die grausame Frau (Elfi Mikesch)
- 1985: Judi Warum? (Bernd Holzmüller)
- 1989: All of me (Bettina Wilhelm)
- 1993: Georgette Dee – Portrait einer Diva, WDR, 30 Minuten (Tim Lienhard)
- 1999: Zaide (Josée Dayan)
- 2002: Stubbe – Von Fall zu Fall – Das vierte Gebot, Krimiserie, Deutschland (Georgette Dee als Arabell Mink)
- 2009: Georgette Dee & Band – live im Schauspielhaus Leipzig, Konzert-DVD, DMD Music, Heliosfilm (Regie: André Böhm).
- 2017: Die Konfirmation (Fernsehfilm)
- 2022: Oskars Kleid

## Hörspiele
- 2005: Jane Bowles: Zwei sehr ernsthafte Damen – Bearbeitung/Regie: Heike Tauch (Hörspiel – DLR)